# 9 to 5 and Odd Jobs
9 to 5 and Odd Jobs er et studiealbum af den amerikanske sanger og entertainer Dolly Parton, udgivet den 17. november 1980 af RCA Records. Albummet er et konceptalbum med arbejde som gennemgående tema og er centreret omkring Partons hit "9 to 5", der fungerede som temasang til filmen 9 to 5 fra samme år, hvor Parton medvirkede sammen med Jane Fonda og Lily Tomlin. Sangen toppede både den amerikanske country- og pophitliste.
Albummet indeholder desuden to yderligere singler: en coverversion af Mike Settles’ "But You Know I Love You", som blev endnu en country-hit og nåede førstepladsen, samt en fortolkning af den traditionelle folkesang "The House of the Rising Sun", som også fik airplay på countryradio.
Det underspillede pop-country-arrangement på størstedelen af sangene blev af kritikere betragtet som en velkommen tilbagevenden til formen for Parton, efter den mere polerede poplyd på hendes tidligere udgivelser. Ud over fem Parton-kompositioner indeholder albummet en række folk- og countryklassikere, herunder værker af Woody Guthrie, Mel Tillis og Merle Travis. Den Parton-skrevne "Poor Folks Town" blev oprindeligt indspillet som en duet med Porter Wagoner til albummet Together Always fra 1972.
Albummet blev produceret af Mike Post (med undtagelse af "9 to 5", som blev produceret af Partons bandleder Gregg Perry).
En genudgivelse på kassettebånd fra 1983 udelod numrene "Detroit City" og "Dark as a Dungeon" og flyttede sangen "Sing for the Common Man" til slutningen af side 2. En genudgivelse af albummet i 2009 inkluderede dog alle de ti oprindelige numre samt en remixet version af "9 to 5" og en tidligere uudgivet coverversion af Sly and the Family Stones hit "Everyday People" fra 1969 som bonusnumre.
Albummet forblev nummer 1 på Billboard Top Country Albums-hitlisten i 10 uger i træk og blev senere certificeret guld af RIAA.

## Kritisk modtagelse
AllMusic gav retrospektivt *9 to 5 and Odd Jobs* fire og en halv ud af fem stjerner. Anmelderen William Ruhlmann bemærkede, at RCA’s praksis med at "skubbe dårligt organiserede produkter på markedet" havde gjort de fleste af Partons albums svære at anbefale, men at sangudvalget på *9 to 5 and Odd Jobs* "er nok til at placere det et hak over det meste af Partons RCA-katalog."
Kritikeren Robert Christgau gav albummet karakteren B+ og skrev, at reaktionen på albummet "afhænger af [ens] tolerance over for berømmelsesspils-snak", selvom han også kryptisk bemærkede: "Jeg ville aldrig påstå, at Johnny Carson beskadigede [Partons] piber eller hendes hjerner."

## Sporliste
| Nr.           | Titel                                 | Længde |
| ------------- | ------------------------------------- | ------ |
| 1.            | "9 to 5"                              | 2:45   |
| 2.            | "Hush-a-bye Hard Times"               | 3:48   |
| 3.            | "The House of the Rising Sun"         | 4:02   |
| 4.            | "Deportee (Plane Wreck at Los Gatos)" | 4:41   |
| 5.            | "Sing for the Common Man"             | 3:47   |
| 6.            | "Working Girl"                        | 3:17   |
| 7.            | "Detroit City"                        | 3:35   |
| 8.            | "But You Know I Love You"             | 3:17   |
| 9.            | "Dark as a Dungeon"                   | 3:25   |
| 10.           | "Poor Folks' Town"                    | 2:57   |
| Total længde: | Total længde:                         | 35:34  |

| 11.           | "Everyday People"                          | 2:25  |
| 12.           | "9 to 5" (Love to Infinity Radio Mix 2008) | 3:30  |
| 13.           | "9 to 5" (Karaoke Mix 2009.)               | 2:45  |
| Total længde: | Total længde:                              | 44:14 |

## Medvirkende
- Dolly Parton – vokal/negle
- Reggie Young – guitar
- Jeff Baxter, Marty Walsh – guitar på "9 to 5"
- Larry Carlton – guitar på "House of the Rising Sun" og "Working Girl"
- Leland Sklar – basguitar
- Abraham Laboriel – basguitar på "9 to 5"
- Joe McGuffee – steelguitar
- John Goux – slideguitar på "The House of the Rising Sun"
- Sonny Osborne – banjo
- Ron Oates – keyboards
- Ian Underwood – synthesizer
- Gregg Perry – orgel på "Poor Folks Town"
- Larry Knechtel – klaver på "9 to 5"
- Eddie Bayers – trommer
- Rick Shlosser – trommer på "9 to 5"
- Lenny Castro – percussion på "9 til 5"
- Tom Saviano – saxofon på "9 til 5"
- Ken Hutchcroft – barytonsaxofon på "9 til 5"
- Jerry Hey – trompet på "9 til 5"
- Bill Reichenbach – trombone på "9 til 5"
- Mike Post – syntetiseret fløjte på "But You Know I Love You"
- Anita Ball, Joey Scarbury, Richard Dennison – kor
- Anita Ball, Denise Maynelli, Stephanie Spruill – kor på "9 til 5"
- Bobby Osborne, Sonny Osborne – kor på "Hush-a-Bye Hard Times"
- Sid Sharp – koncertmester

Teknisk
- Chuck Britz, Doug Parry, Larry Carlton, Marshall Morgan, Paul Dobbe – ingeniør
- George Corsillo – kunstnerisk retning, design
- Tom Bryant – kunstnerisk ledelse
- Ron Slenzak – fotografering

## Diagrammer
Album
| Diagram (1980)                     | position |
| ---------------------------------- | -------- |
| Australien ( Kent Music Report )   | 33       |
| Canadiske RPM Country Albums       | 3        |
| Canadiske RPM Topalbum             | 15       |
| Amerikansk Billboard 200           | 11       |
| Amerikanske Cashbox Country Albums | 1        |
| Amerikanske Cash Box -topalbum     | 15       |

Album (Årets udgang)
| Diagram (1981)                                 | Position |
| ---------------------------------------------- | -------- |
| Amerikanske bedste country-LP'er ( Billboard ) | 1        |
| Amerikansk Billboard 200                       | 40       |